# Kristiaan Ceuppens
Kristiaan "Kris" Ceuppens (Sint-Agatha-Berchem, 31 oktober 1959) is een gewezen Belgische voetballer. Hij speelde onder meer voor RSC Anderlecht en RFC Sérésien.

## Carrière
Kris Ceuppens was een middenvelder die in 1978 debuteerde in het eerste elftal van RSC Anderlecht. Het was trainer Raymond Goethals die hem in de A-kern opnam. Een jaar later werd Goethals vervangen door Urbain Braems die Ceuppens meer speelkansen gunde. Onder trainer Tomislav Ivić kwam hij echter niet meer aan spelen toe, waarna de middenvelder werd uitgeleend.
Ceuppens verhuisde naar tweedeklasser RFC Sérésien. Met die club werd hij in 1982 meteen kampioen in Tweede Klasse. Ceuppens keerde eerst terug naar Anderlecht en belandde vervolgens bij derdeklasser Union Sint-Gillis. Met Union veroverde hij de titel in Derde Klasse. Hij speelde er samen met onder meer Dany Ost.
De gewezen middenvelder van Anderlecht keerde niet meer terug naar het hoogste niveau. Na Union speelde hij nog voor tweedeklasser KFC Diest en KFC Strombeek. Met die laatste club promoveerde hij in 1988 van Eerste Provinciale naar Vierde Klasse. Later kwam hij in de lagere reeksen ook nog uit voor FC Liedekerke en KFC Overijse.